# Eressa lydica
Eressa lydica là một loài bướm đêm thuộc phân họ Arctiinae, họ Erebidae.